# Fashū Poshteh
Fashū Poshteh (persiska: فشو پشته) är en ort i Iran.   Den ligger i provinsen Gilan, i den norra delen av landet, 210 km nordväst om huvudstaden Teheran. Antalet invånare är 233.
Terrängen runt Fashū Poshteh är mycket platt. Runt Fashū Poshteh är det tätbefolkat, med 790 invånare per kvadratkilometer. Närmaste större samhälle är Lāhījān, 13,0 km sydväst om Fashū Poshteh. Trakten runt Fashū Poshteh består till största delen av jordbruksmark.